# Aminocumarine

Novobiocin, ein Aminocumarin

Die Aminocumarine sind Antibiotika, die durch eine Hemmung der  Gyrase die Zellteilung von Bakterien verhindern und zu den Gyrasehemmern zählen. Sie wurden zuerst aus Bakterien der Gattung Streptomyces gewonnen, deren bekanntester Vertreter Streptomyces coelicolor die erste vollständig sequenzierte Streptomyces-Art ist.
Zu den Aminocumarinen zählen die Antibiotika
- Novobiocin, das in den USA, wo es 1955 erstmals aus einer Actinomycetenart dargestellt[2] wurde, unter dem Namen Albamycin zugelassen ist
- Coumermycin
- Clorobiocin[3][4]

Die beiden letztgenannten werden klinisch nicht eingesetzt, da die Toxizität der jeweiligen Substanz zu hoch und die Wasserlöslichkeit zu gering ist.
Gemeinsames Strukturmerkmal der Aminocumarin-Antibiotika ist ein 3-Amino-4,7-dihydroxycumarinring, der mit einem Zucker in 7-Position und zum Beispiel einem Benzoesäurederivat in 3-Position verknüpft ist. Aminocoumarine binden im Gegensatz zu den Fluorchinolonen (ebenfalls Gyrasehemmer) an die gyrB-Untereinheit. Sie hemmen die Bindung von Adenosintriphosphat an die B-Untereinheit der Gyrase. Verschiedene Mutationen wurden beschrieben, die eine Antibiotika-Resistenz gegen Aminocumarine vermitteln.